# Trixoscelis nubila
Trixoscelis nubila är en tvåvingeart som beskrevs av Timothy M. Cogan 1971. Trixoscelis nubila ingår i släktet Trixoscelis och familjen myllflugor. Inga underarter finns listade i Catalogue of Life.